# Räume heutiger Zeichnung
Räume heutiger Zeichnung – Werke aus dem Basler Kupferstichkabinett war eine Wanderausstellung zeitgenössischer Zeichenkunst aus der Sammlung des Kunstmuseums Basel, die in den Jahren 1985 und 1986 von der Staatliche Kunsthalle Baden-Baden und dem Tel Aviv Museum of Art gezeigt wurde. Es war die zweite größere, etwa alle 10 Jahre stattfindende Übersichtsausstellung der Staatlichen Kunsthalle Baden-Baden zum Genre Zeichnung nach Drawing Now (1976) und wurde durch Zeichnung und Raum (1994) sowie 2004 mit Gegen den Strich weitergeführt.
Die Ausstellung entstand auf Anregung des damaligen Leiters des Kupferstichkabinetts am Kunstmuseum Basel Dieter Koepplin, der sie auch kuratierte. Sie zeigte einen repräsentativen Querschnitt zeitgenössischer Zeichnungen aus einer der bedeutendsten öffentlichen Sammlungen von Zeichnungen in Europa.
Zur Ausstellung erschien ein 130-seitiger Katalog, der neben einleitenden Artikeln auf jeweils vier bis sechs Seiten die insgesamt 16 Künstler mit einer Auswahl ihrer Zeichnungen und kurzen Texten von Dieter Koepplin, Paul Tanner und Marie Therese Hurni vorstellt.

## Ausstellungsorte
- Staatliche Kunsthalle Baden-Baden (12. Oktober – 1. Dezember 1985)
- Tel Aviv Museum of Art (2. Januar – 8. März 1986).

## Künstler
- Siegfried Anzinger
- Georg Baselitz
- Joseph Beuys
- Jonathan Borofsky
- Francesco Clemente
- Enzo Cucchi
- Martin Disler
- Leiko Ikemura
- Donald Judd
- Bruce Nauman
- Claes Oldenburg
- Mimmo Paladino
- A. R. Penck
- Anselm Stalder
- Frank Stella
- Andy Warhol